# Аділь Абдул-Магді
Аділь Абдул-Магді аль-Мунтафікі (араб. عادل عبد المهدي المنتفكي народ. 1 січня 1942 року, Багдад, Багдад, Королівство Ірак) — іракський шиїтський державний і політичний діяч, економіст. До недавнього часу був одним з найстаріших членів Верховного ісламського ради Іраку. У різні роки займав пости міністра нафтової промисловості (2014—2016), фінансів (2004—2006) і віце-президента Іраку (2005—2011). З 25 жовтня 2018 року по 1 грудня 2019 року був прем'єр-міністром Іраку.

## Біографія
Будучи сином шановного шиїтського священнослужителя, який займав пост міністра за часів монархічного Іраку, Аділь Абдул-Магді здобув середню освіту в заснованому американськими єзуїтами елітному Багдадському коледжі. У 1963 році отримав ступінь бакалавра економіки в Багдадському університеті. Два роки по тому почав працювати як третій секретар міністра закордонних справ Іраку. Продовжив вивчення економіки у Франції, де знаходився в вигнанні з 1969 року. Працював в різних аналітичних центрах, редагував журнали на французькій і арабській мовах.

## Політична діяльність
У 1970-х Аділь Абдул-Магді був провідним членом іракської комуністичної партії (ІКП). Після розколу ІКП на дві фракції — одна з яких симпатизувала військовим урядам, керуючим Іраком з 1958 року, а друга відкидала будь-які форми співробітництва з анти-прогресивними режимами, був активним послідовником другої фракції до 1980 року. На той час Абдул-Магді перейнявся ідеями ісламського Ірану і приєднався до ісламістів, коли аятолла Хомейні фактично ліквідував комуністів і інші опозиційні ліберальні групи в Ірані. Згодом привів фракцію ІКП, що відокремилася, до іранців, відмовившись від свого марксистського минулого, спрямувавши зусилля очолюваної ним групи на пропаганду ідей Хомейні у Франції, де він жив в той час. В кінцевому підсумку Абдул-Магді став членом Вищої ради ісламської революції в Іраку, опозиційної партії у вигнанні, створеної Іраном в Тегерані в 1982 році, до якої входили переважно іракські емігранти .
У 2006 році йдучи з поста віце-президента Іраку, Абдул-Магді безуспішно балотувався на пост прем'єр-міністра Іраку від Національної іракської коаліції (НІК) проти чинного Ібрахіма аль-Джафарі, програвши з різницею в один голос. Він вважався претендентом на пост голови уряду і пізніше, аж до тих пір поки кандидатом від НІК не став Нурі аль-Малікі. Згодом він знову був переобраний на пост одного з віце-президентів Іраку і пішов у відставку лише в 2011 році.
У 2009 році його охоронці стали винуватцями пограбування банку в Багдаді.
У липні 2013 року оголосив про своє рішення відмовитися від пенсійних виплат після роботи віце-президентом.

### Прем'єр-міністр Іраку
2 жовтня 2018 року президент Іраку Бархам Салех представив Абдула-Магді як нового прем'єр-міністра Іраку.
25 жовтня 2018 року, обіймаючи посаду глави уряду Іраку, Абдул-Магді заявив, що пріоритетом для країни в будуванні відносин з Сполученими Штатами та Іраном буде забезпечення власних національних інтересів. За словами нового прем'єр-міністра, він зацікавлений в тому, щоб «захистити Ірак від будь-якого (зовнішнього) втручання в його внутрішні справи, будь то сусідні країни або будь-які інші держави у світі».
П'ятьох з 14 членів майбутнього кабінету міністрів Абдул-Магді вибрав з 15 тисяч онлайн-заявок, що надійшли на спеціальний інтернет-сервіс, за допомогою якого всі претенденти на міністерські портфелі могли подати свої резюме. Охочі зайняти пост міністра повинні були вказати, членами якої політичної партії вони є і яке міністерство розраховують очолити.
У квітні 2019 року в Берліні Абдул-Магді зустрівся з канцлером Німеччини Ангелою Меркель. Він оголосив план на 14 мільярдів доларів на модернізацію електричної інфраструктури Іраку, та можливість, співпраці з німецькою компанією Siemens. Меркель також пообіцяла посилити економічну та безпекову співпрацю між двома країнами та продовжувати підтримувати зусилля з відновлення в Іраку.

## Відставка
29 листопада, після декількох тижнів жорстоких протестів, Магді оголосив, що йде у відставку. 
Іракський парламент схвалив його відставку 1 грудня 2019 року. Однак він буде продовжувати виконувати роль наглядача, поки парламент не затвердить штатну заміну.

## Замахи
26 лютого 2007 року Абдул-Магді пережив замах, в результаті якого загинуло десять осіб. До цього він ставав мішенню як мінімум двічі.